# Tour de France 2015
Tour de France 2015 var den 102. udgave af Tour de France. Touren startede i Utrecht i Holland 4. juli 2015 med en enkeltstart.
Dette var sjette gang Tour de France startede i Holland, hvilket er rekord for et land, som ikke grænser op til Frankrig. Tidligere udgaver af Tour de France med start i Holland var 1954 i Amsterdam, 1973 i Scheveningen, 1978 i Leiden, 1996 i 's-Hertogenbosch og 2010 i Rotterdam.

## Deltagende hold
Arrangøren, Amaury Sport Organisation, offentligegjorde den 14. januar 2015 en liste med de fem inviterede hold. 22 hold vil deltage i denne Tour de France: 17 UCI World Tour hold og fem UCI Professional Continental Teams. Antallet af ryttere tilladt per hold er ni, og derfor vil feltet maksimalt være på 198 ryttere. Holdene er:
| UCI WorldTeams (17)- AG2R La Mondiale - Astana - BMC Racing Team - Cannondale-Garmin - Etixx-Quick Step - FDJ - Giant-Alpecin - IAM Cycling - Katusha - Lampre-Merida - Lotto NL-Jumbo - Lotto-Soudal - Movistar Team - Orica-GreenEDGE - Sky - Tinkoff-Saxo - Trek Factory Racing UCI Professionelle kontinentalthold (5)- Bora-Argon 18 - Bretagne-Séché Environnement - Cofidis, Solutions Crédits - Europcar - MTN-Qhubeka |
| |

| Nationer                                                                         | Antal ryttere |
| -------------------------------------------------------------------------------- | ------------- |
| Frankrig                                                                         | 41            |
| Holland                                                                          | 20            |
| Italien                                                                          | 16            |
| Spanien                                                                          | 15            |
| Belgien                                                                          | 11            |
| Australien, Storbritannien, Schweiz, Tyskland                                    | 10            |
| Colombia                                                                         | 6             |
| Polen, Portugal, Sydafrika, Tjekkiet                                             | 4             |
| Danmark, Irland, Luxembourg, USA, Østrig                                         | 3             |
| Canada, Eritrea, Estland, New Zealand, Norge                                     | 2             |
| Argentina, Kasakhstan, Kroatien, Litauen, Rusland, Slovakiet, Slovenien, Ukraine | 1             |
| Totalt                                                                           | 198           |

## Etaper
| Etape | Dato     | Start                   | Mål                     | Km             | Type (Koefficient) | Type (Koefficient)   | Etapevinder              | Den gule trøje     |
| ----- | -------- | ----------------------- | ----------------------- | -------------- | ------------------ | -------------------- | ------------------------ | ------------------ |
| 1     | 4. juli  | Utrecht                 | Utrecht                 | 13,8           |                    | Enkeltstart (6)      | Rohan Dennis (BMC)       | Rohan Dennis       |
| 2     | 5. juli  | Utrecht                 | Neeltje Jans            | 166            |                    | Flad (1)             | André Greipel (LTS)      | Fabian Cancellara  |
| 3     | 6. juli  | Antwerpen               | Huy                     | 159,5          |                    | Kuperet (2)          | Joaquim Rodríguez (KAT)  | Christopher Froome |
| 4     | 7. juli  | Seraing                 | Cambrai                 | 223,5          |                    | Flad med brosten (2) | Tony Martin (EQS)        | Tony Martin        |
| 5     | 8. juli  | Arras                   | Amiens                  | 189,5          |                    | Flad (1)             | André Greipel (LTS)      | Tony Martin        |
| 6     | 9. juli  | Abbeville               | Le Havre                | 191,5          |                    | Flad (1)             | Zdeněk Štybar (EQS)      | Tony Martin        |
| 7     | 10. juli | Livarot                 | Fougères                | 190,5          |                    | Flad (1)             | Mark Cavendish (EQS)     | Christopher Froome |
| 8     | 11. juli | Rennes                  | Mûr-de-Bretagne         | 181,5          |                    | Kuperet (2)          | Alexis Vuillermoz (ALM)  | Christopher Froome |
| 9     | 12. juli | Vannes                  | Plumelec                | 28             |                    | Holdkørsel (6)       | BMC Racing Team (BMC)    | Christopher Froome |
| H     | 13. juli | Hviledag i Pau          | Hviledag i Pau          | Hviledag i Pau | Hviledag i Pau     | Hviledag i Pau       | Hviledag i Pau           | Hviledag i Pau     |
| 10    | 14. juli | Tarbes                  | La Pierre Saint Martin  | 167            |                    | Bjergetape (3)       | Christopher Froome (SKY) | Christopher Froome |
| 11    | 15. juli | Pau                     | Cauterets               | 188            |                    | Bjergetape (4)       | Rafal Majka (TCS)        | Christopher Froome |
| 12    | 16. juli | Lannemezan              | Plateau de Beille       | 195            |                    | Bjergetape (4)       | Joaquim Rodríguez (KAT)  | Christopher Froome |
| 13    | 17. juli | Muret                   | Rodez                   | 198,5          |                    | Kuperet (2)          | Greg van Avermaet (BMC)  | Christopher Froome |
| 14    | 18. juli | Rodez                   | Mende                   | 178,5          |                    | Kuperet (2)          | Steve Cummings (MTN)     | Christopher Froome |
| 15    | 19. juli | Mende                   | Valence                 | 183            |                    | Kuperet (1)          | André Greipel (LTS)      | Christopher Froome |
| 16    | 20. juli | Bourg-de-Péage          | Gap                     | 201            |                    | Kuperet (2)          | Rubén Plaza (MOV)        | Christopher Froome |
| H     | 21. juli | Hviledag i Gap          | Hviledag i Gap          | Hviledag i Gap | Hviledag i Gap     | Hviledag i Gap       | Hviledag i Gap           | Hviledag i Gap     |
| 17    | 22. juli | Digne-les-Bains         | Pra Loup                | 161            |                    | Bjergetape (4)       | Simon Geschke (TGA)      | Christopher Froome |
| 18    | 23. juli | Gap                     | Saint-Jean-de-Maurienne | 186,5          |                    | Bjergetape (4)       | Romain Bardet (ALM)      | Christopher Froome |
| 19    | 24. juli | Saint-Jean-de-Maurienne | La Toussuire            | 138            |                    | Bjergetape (5)       | Vincenzo Nibali (AST)    | Christopher Froome |
| 20    | 25. juli | Modane                  | Alpe d'Huez             | 110,5          |                    | Bjergetape (5)       | Thibaut Pinot (FDJ)      | Christopher Froome |
| 21    | 26. juli | Sèvres                  | Paris                   | 109,5          |                    | Flad (1)             | André Greipel (LTS)      | Christopher Froome |

## Trøjernes fordeling gennem løbet
| Etape  | Vinder             | Gule førertrøje Maillot jaune | Grønne pointtrøje Maillot vert | Prikkede bjergtrøje Maillot à pois rouges | Hvide ungdomstrøje Maillot blanc | Holdkonkurrence Classement par équipe | Angrebskonkurrence Prix de combativité |
| ------ | ------------------ | ----------------------------- | ------------------------------ | ----------------------------------------- | -------------------------------- | ------------------------------------- | -------------------------------------- |
| 1      | Rohan Dennis       | Rohan Dennis                  | Rohan Dennis                   | ikke uddelt                               | Rohan Dennis                     | Team LottoNL-Jumbo                    | ikke uddelt                            |
| 2      | André Greipel      | Fabian Cancellara             | André Greipel                  | ikke uddelt                               | Tom Dumoulin                     | BMC Racing Team                       | Michał Kwiatkowski                     |
| 3      | Joaquim Rodríguez  | Chris Froome                  | André Greipel                  | Joaquim Rodríguez                         | Peter Sagan                      | BMC Racing Team                       | Jan Bárta                              |
| 4      | Tony Martin        | Tony Martin                   | André Greipel                  | Joaquim Rodríguez                         | Peter Sagan                      | BMC Racing Team                       | Vincenzo Nibali                        |
| 5      | André Greipel      | Tony Martin                   | André Greipel                  | Joaquim Rodríguez                         | Peter Sagan                      | BMC Racing Team                       | Michael Matthews                       |
| 6      | Zdeněk Štybar      | Tony Martin                   | André Greipel                  | Daniel Teklehaimanot                      | Peter Sagan                      | BMC Racing Team                       | Perrig Quéméneur                       |
| 7      | Mark Cavendish     | Chris Froome                  | André Greipel                  | Daniel Teklehaimanot                      | Peter Sagan                      | BMC Racing Team                       | Anthony Delaplace                      |
| 8      | Alexis Vuillermoz  | Chris Froome                  | Peter Sagan                    | Daniel Teklehaimanot                      | Peter Sagan                      | BMC Racing Team                       | Bartosz Huzarski                       |
| 9      | BMC Racing Team    | Chris Froome                  | Peter Sagan                    | Daniel Teklehaimanot                      | Peter Sagan                      | BMC Racing Team                       | ikke uddelt                            |
| 10     | Chris Froome       | Chris Froome                  | André Greipel                  | Chris Froome                              | Nairo Quintana                   | Team Sky                              | Kenneth Van Bilsen                     |
| 11     | Rafał Majka        | Chris Froome                  | Peter Sagan                    | Chris Froome                              | Nairo Quintana                   | Team Sky                              | Daniel Martin                          |
| 12     | Joaquim Rodríguez  | Chris Froome                  | Peter Sagan                    | Chris Froome                              | Nairo Quintana                   | Movistar Team                         | Michal Kwiatkowski                     |
| 13     | Greg van Avermaert | Chris Froome                  | Peter Sagan                    | Chris Froome                              | Nairo Quintana                   | Movistar Team                         | Thomas De Gendt                        |
| 14     | Steve Cummings     | Chris Froome                  | Peter Sagan                    | Chris Froome                              | Nairo Quintana                   | Movistar Team                         | Pierre-Luc Périchon                    |
| 15     | André Greipel      | Chris Froome                  | Peter Sagan                    | Chris Froome                              | Nairo Quintana                   | Movistar Team                         | Peter Sagan                            |
| 16     | Rubén Plaza        | Chris Froome                  | Peter Sagan                    | Chris Froome                              | Nairo Quintana                   | Movistar Team                         | Peter Sagan                            |
| 17     | Simon Geschke      | Chris Froome                  | Peter Sagan                    | Chris Froome                              | Nairo Quintana                   | Movistar Team                         | Simon Geschke                          |
| 18     | Romain Bardet      | Chris Froome                  | Peter Sagan                    | Joaquim Rodríguez                         | Nairo Quintana                   | Movistar Team                         | Romain Bardet                          |
| 19     | Vincenzo Nibali    | Chris Froome                  | Peter Sagan                    | Romain Bardet                             | Nairo Quintana                   | Movistar Team                         | Pierre Rolland                         |
| 20     | Thibaut Pinot      | Chris Froome                  | Peter Sagan                    | Chris Froome                              | Nairo Quintana                   | Movistar Team                         | Alexandre Geniez                       |
| 21     | André Greipel      | Chris Froome                  | Peter Sagan                    | Chris Froome                              | Nairo Quintana                   | Movistar Team                         | ikke uddelt                            |
| Samlet | Samlet             | Chris Froome                  | Peter Sagan                    | Chris Froome                              | Nairo Quintana                   | Movistar Team                         | Romain Bardet                          |

Noter:

1. ↑  På 2. etape havde Tony Martin, der var nummer to i pointklassementet, den grønne trøje på, fordi Rohan Dennis (der var nummer et) bar den gule trøje som førende i det samlede klassement.
2. ↑  På 2. etape havde Tom Dumoulin, der var nummer to i ungdomskonkurrencen, den hvide trøje, fordi Rohan Dennis (der var nummer et) bar den gule trøje som førende i det samlede klassement.
3. ↑  På 9. etape havde Warren Barguil, der var nummer to i ungdomskonkurrencen, den hvide trøje på, fordi Peter Sagan (der var nummer et) bar den gule trøje som førende i det samlede klassement.
4. ↑  På den 10. etape havde Nairo Quintana, der var nummer to i ungdomskonkurrencen, den hvide trøje på, fordi Peter Sagan (der var nummer et i pointkonkurrencen) bar den grønne trøje som førende i pointkonkurrencen.
5. ↑  På 7. etape bar ingen ryttere den gule trøje, da den førende, Tony Martin, trak sig fra løbet grundet en skade.
6. ↑  På 10. etape bar Richie Porte, der var nummer to i bjergkonkurrencen, den prikkede bjergtrøje, fordi Chris Froome (der var nummer et) bar den gule trøje som førende i det samlede klassement.
7. ↑  På  13., 14., 15., 16. 17. og 18. etape bar Joaquim Rodríguez, der var nummer to i bjergkonkurrencen, den prikkede bjergtrøje, fordi Chris Froome (der var nummer et) bar den gule trøje som førende i det samlede klassement.

## Klassement
| Trøjer                                             | Trøjer                                   | Trøjer                                          | Trøjer                                  |
| -------------------------------------------------- | ---------------------------------------- | ----------------------------------------------- | --------------------------------------- |
| Yellow jersey                                      | Betegner lederen af den samlede stilling | Polka dot jersey                                | Betegner lederen af bjergkonkurrencen   |
| Green jersey                                       | Betegner lederen af pointkonkurrencen    | White jersey                                    | Betegner lederen af ungdomskonkurrencen |
| Jersey with a yellow background on the number bib. | Betegner lederen af holdkonkurrencen     | Jersey with a red background on the number bib. | Betegner lederen af angrebskonkurrencen |

|    | Rytter                   | Hold                | Tid         |
| -- | ------------------------ | ------------------- | ----------- |
| 1  | Chris Froome (GBR)       | Team Sky            | 84h 46' 14" |
| 2  | Nairo Quintana (COL)     | Movistar Team       | + 1' 12"    |
| 3  | Alejandro Valverde (ESP) | Movistar Team       | + 5' 25"    |
| 4  | Vincenzo Nibali (ITA)    | Astana Pro Team     | + 8' 36"    |
| 5  | Alberto Contador (ESP)   | Tinkoff-Saxo        | + 9' 48"    |
| 6  | Robert Gesink (NED)      | Team LottoNL-Jumbo  | + 10' 47"   |
| 7  | Bauke Mollema (NED)      | Trek Factory Racing | + 15' 14"   |
| 8  | Mathias Frank (SUI)      | IAM Cycling         | + 15' 39"   |
| 9  | Romain Bardet (FRA)      | Ag2r-La Mondiale    | + 16' 00"   |
| 10 | Pierre Rolland (FRA)     | Europcar            | + 17' 30"   |

|    | Rytter                   | Hold             | Point |
| -- | ------------------------ | ---------------- | ----- |
| 1  | Peter Sagan (SVK)        | Tinkoff-Saxo     | 432   |
| 2  | André Greipel (GER)      | Lotto-Soudal     | 366   |
| 3  | John Degenkolb (GER)     | Giant-Alpecin    | 298   |
| 4  | Mark Cavendish (GBR)     | Etixx-Quick Step | 206   |
| 5  | Bryan Coquard (FRA)      | Europcar         | 152   |
| 6  | Chris Froome (GBR)       | Team Sky         | 139   |
| 7  | Thibaut Pinot (FRA)      | FDJ              | 113   |
| 8  | Alejandro Valverde (ESP) | Movistar Team    | 103   |
| 9  | Thomas de Gendt (BEL)    | Lotto-Soudal     | 90    |
| 10 | Alexander Kristoff (NOR) | Team Katusha     | 90    |

|    | Rytter                   | Hold             | Point |
| -- | ------------------------ | ---------------- | ----- |
| 1  | Chris Froome (GBR)       | Team Sky         | 119   |
| 2  | Nairo Quintana (COL)     | Movistar Team    | 108   |
| 3  | Romain Bardet (FRA)      | Ag2r-La Mondiale | 90    |
| 4  | Thibaut Pinot (FRA)      | FDJ              | 82    |
| 5  | Joaquim Rodríguez (ESP)  | Team Katusha     | 78    |
| 6  | Pierre Rolland (FRA)     | Europcar         | 74    |
| 7  | Alejandro Valverde (SPA) | Movistar Team    | 72    |
| 8  | Jakob Fuglsang (DEN)     | Astana Pro Team  | 64    |
| 9  | Richie Porte (AUS)       | Team Sky         | 58    |
| 10 | Serge Pauwels (BEL)      | MTN Qhubeka      | 55    |

|    | Rytter                 | Hold                | Tid          |
| -- | ---------------------- | ------------------- | ------------ |
| 1  | Nairo Quintana (COL)   | Movistar Team       | 84h 47' 26"  |
| 2  | Romain Bardet (FRA)    | Ag2r-La Mondiale    | + 14' 48"    |
| 3  | Warren Barguil (FRA)   | Giant-Alpecin       | + 30' 03"    |
| 4  | Thibaut Pinot (FRA)    | FDJ                 | + 37' 40"    |
| 5  | Bob Jungels (LUX)      | Trek Factory Racing | + 1h 32' 09" |
| 6  | Peter Sagan (SVK)      | Tinkoff-Saxo        | + 2h 13' 43" |
| 7  | Adam Yates (GBR)       | Orica-GreenEDGE     | + 2h 15' 24" |
| 8  | Wilco Kelderman (NED)  | Team LottoNL-Jumbo  | + 3h 02' 55" |
| 9  | Emanuel Buchmann (GER) | Bora-Argon 18       | + 3h 07' 35" |
| 10 | Merhawi Kudus (ERI)    | Giant-Alpecin       | + 3h 09' 24" |

### Holdkonkurrencen
| Pos. | Hold               | Tid          |
| ---- | ------------------ | ------------ |
| 1    | Movistar Team      | 255h 24' 24" |
| 2    | Team Sky           | + 57' 23"    |
| 3    | Tinkoff-Saxo       | + 1h 00' 12" |
| 4    | Astana Pro Team    | + 1h 12' 09" |
| 5    | MTN Qhubeka        | + 1h 14' 32" |
| 6    | Ag2r-La Mondiale   | + 1h 24' 22" |
| 7    | Europcar           | + 1h 48' 51" |
| 8    | BMC Racing Team    | + 2h 41' 46" |
| 9    | IAM Cycling        | + 2h 42' 16" |
| 10   | Team LottoNL-Jumbo | + 2h 46' 59" |